# Kasteel Berkenhof

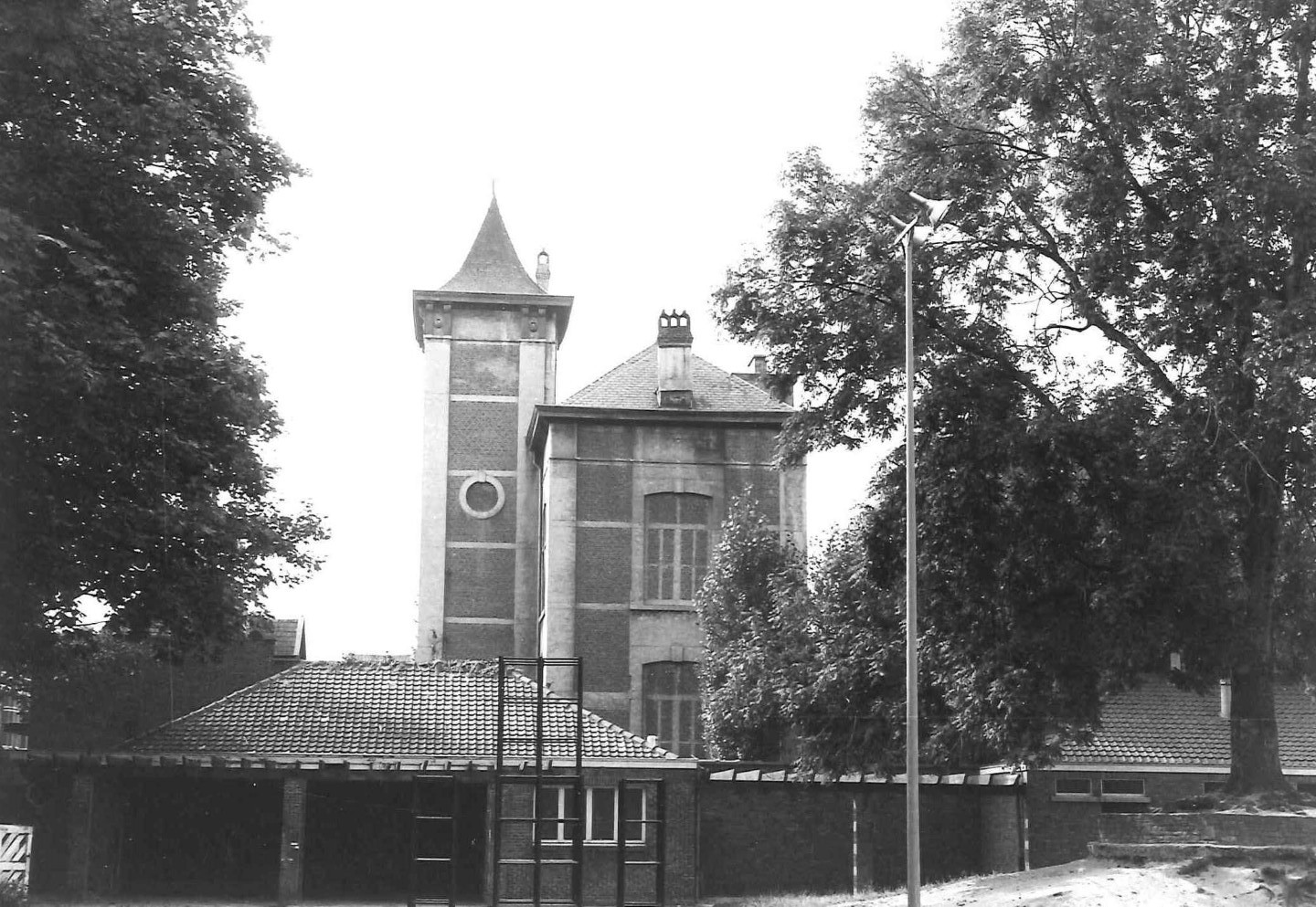
Kastee; Berkenhof

Kasteel Berkenhof is een kasteel in de Antwerpse stad Mechelen, gelegen aan de Berkenhofstraat 4.
Het kasteeltje werd in 1865 gebouwd in opdracht van ene Vander Taelen. Het is gebouwd op rechthoekige plattegrond en in het zuidoosten vindt men een aangebouwde toren op vierkante plattegrond. Het is gebouwd in traditionalistische stijl waarbij de baksteen en zandsteenarchitectuur werd nagebootst.
De hal en de salons tonen versieringen die duiden op het liberale vrijmetselaarsmilieu. Er is onder meer een neorenaissancesalon en ook andere ruimtes zijn rijkelijk versierd.